# Колемезе (Мачерата)
Колемезе (итал. Collemese) насеље је у Италији у округу Мачерата, региону Марке.
Према процени из 2011. у насељу је живело 11 становника. Насеље се налази на надморској висини од 713 м.